# 東風フォント

東風ゴシックなど、様々なゴシック体の書体見本。

東風フォント（こちフォント）とは様々なフォントを元に古川泰之が開発したフォントファミリである。平成12年（2000年）11月に公開され、平成15年（2003年）10月21日に開発終了となった。

## 開発動機とフォント詳細
不足していたLinux向けの日本語フリーフォントを補うために開発され、明朝体の東風明朝フォント（旧watanabe-light）と中ゴシック体の東風ゴシックの2種類のフォントが含まれている。東風明朝フォントは渡邊フォント・ナガ10・k14・Kappa 20dot Fontsを元に、東風ゴシックは東風明朝・和田研フォント・東雲フォント・ナガ10を元にして作られている。開発にはTTEditを使用している。

## 公開の停止
平成15年（2003年）10月、フォントの元になった渡邊フォントが80年代に販売された市販のフォントであるタイプバンク明朝（日立明朝体）と酷似していることが発覚し、このフォントの公開は停止された。またこのフォントを搭載していたLinux等のディストリビュータも配布を停止した。
古川泰之と元になったフォントを開発していたタイプバンクおよび日立製作所との話し合いが行われたが、ライセンスの面で合意に至らずに開発を終了することとなった。

## 著作権事情
タイプフェイスには著作権はなく、不正競争防止法におけるデッドコピーの禁止は販売開始日から3年のみであり、またその条項が制定されたのは平成5年（1993年）であるため、全く問題はないとする意見もある。
弁護士であり国立情報学研究所客員教授の岡村久道は「実際のところ、日本の著作権法ではフォントの書体に対する著作権や意匠権（意匠登録性）は認められないと考えられている。東風フォントの作者は非常に気の毒。公開を中止しなくてもよい道はあった」と語っている。

## 後継フォント
東風フォントの公開停止を受けて、和田研フォントを元にした東風フォント代用品が公開された。このフォントはMomonga Projectの赤垣が開発に着手し、狩野宏樹が引き継いだものである。その後、このフォントは「さざなみフォント」と命名された。